# Eloro Nero d'Avola
L'Eloro Nero d'Avola è un vino DOC la cui produzione è consentita nella provincia di Siracusa e nella provincia di Ragusa.

## Vitigni con cui è consentito produrlo
- Nero d'Avola minimo 90%;
- Possono concorrere alla produzione di detti vini, le uve di altri vitigni a bacca rossa, autorizzati e/o raccomandati per le province di Siracusa e di Ragusa, da soli o congiuntamente sino ad un massimo del 10%.[1]

Calabrese è sinonimo di Nero d'Avola.

## Caratteristiche organolettiche
- colore: rosso rubino più o meno intenso;
- profumo: vinoso, caratteristico;
- sapore: asciutto, tipico;

## Storia
Zona di produzione del vino Eloro Doc ,da Nero d'Avola zona della Sicilia Sud Orientale, in epoca di dominazione greca e romana, di cui Siracusa era il porto di riferimento per i commerci con il mondo antico, Grecia, Cartagine Medio Oriente, fino a giungere e oltrepassare le varie dominazioni Arabe, Normanne Francesi e Spagnole. Alla fine del XVIII inoltre, periodo del Regno delle due Sicilie ed il Regno d'Italia, i grandi proprietari terrieri iniziarono a costruire enormi palmenti e ville nella zona tra Noto e Pachino dove si ha la massima espressione del Nero D'Avola, uno fra tanti il famoso Palmento di Rudini a Pachino, che agli inizi del Novecento commerciava il Nero D'Avola via mare con il vicino porto di Marzamemi e via Ferroviaria con la ferrovia di Pachino e Noto ormai abbandonata da tanti anni a se stessa, ne restano solo i solchi, di una terra abbandonata. Oggi grazie alla continua produzione delle cantine della zona dei vari imprenditori agricoli, hanno migliorato ancor di più questo vitigno, facendone sentire la sua massima espressione, colore intenso rosso violaceo, secco legnoso, robusto ma particolarmente gradevole. Si abbina ovviamente alle carni rosse, e pietanze tipiche della Sicilia Sud Orientale, un percorso da vivere con i suoi sapori e la sua storia,  per apprezzarne a pieno la sua bontà.

## Produzione
Siracusa,territori di Noto, Avola, Pachino, Rosolini, Ispica. Periodo di raccolta , vendemmia "vignigna" in dialetto siciliano metà settembre.ettolitri
- nessun dato disponibile